# Hermetia malayana
Hermetia malayana är en tvåvingeart som beskrevs av Enrico Adelelmo Brunetti 1923. Hermetia malayana ingår i släktet Hermetia och familjen vapenflugor. Inga underarter finns listade i Catalogue of Life.